# Fermo Camellini
Fermo Camellini (Scandiano, 7 december 1914 - Beaulieu-sur-Mer, 20 augustus 2010) was een Italiaans-Frans wielrenner. Geboren in Italië, liet hij zich in 1948 naturaliseren tot Fransman.

## Belangrijkste overwinningen
1938
- Eindklassement Circuit des Alpes

1939
- Circuit des Maures Toulon

1945
- Circuit du Limousin
- Parijs-Reims

1946
- Dwars door Lausanne
- Nice-Mont Agel
- Eindklassement Parijs-Nice

1947
- 1e etappe Dauphiné Libéré
- 8e etappe Ronde van Frankrijk
- 10e etappe Ronde van Frankrijk

1948
- GP de l'Echo d'Oran
- Waalse Pijl

## Resultaten in voornaamste wedstrijden
| Jaar | Ronde van Italië | Ronde van Frankrijk | Ronde van Spanje |
| ---- | ---------------- | ------------------- | ---------------- |
| 1938 |                  |                     |                  |
| 1942 |                  |                     | 10e              |
| 1943 |                  |                     |                  |
| 1944 |                  |                     |                  |
| 1946 | opgave           |                     |                  |
| 1947 |                  | 7e (2)              |                  |
| 1948 |                  | 8e                  |                  |
| 1949 |                  | opgave              |                  |
| 1950 |                  |                     |                  |

| Jaar | Milaan-San Remo | Ronde van Vlaanderen | Parijs-Roubaix | Luik-Bast.‑Luik | Ronde van Lombardije | Waalse Pijl | Parijs-Brussel |  | Wereldranglijsten |
| ---- | --------------- | -------------------- | -------------- | --------------- | -------------------- | ----------- | -------------- |  | ----------------- |
| 1938 |                 |                      |                |                 | 40e                  |             |                |  |                   |
| 1942 |                 |                      |                |                 |                      |             |                |  |                   |
| 1943 |                 |                      | 15e            |                 |                      |             |                |  |                   |
| 1944 |                 |                      | 15e            |                 |                      |             |                |  |                   |
| 1946 | 21e             |                      |                |                 | 37e                  |             |                |  |                   |
| 1947 | 19e             | 38e                  | 14e            |                 | 10e                  |             | 5e             |  |                   |
| 1948 | ↑               |                      |                |                 |                      | Goud        | 8e             |  | (CDC)             |
| 1949 | 7e              |                      |                |                 |                      |             |                |  |                   |
| 1950 |                 |                      | 41e            | 12e             |                      | 12e         | 9e             |  |                   |